# Copa Pan-Americana de Hóquei sobre a grama Feminino de 2017
A Copa Pan-Americana de Hóquei sobre a grama Feminino de 2017 foi a quinta edição deste torneio, administrado e patrocinado pela Federação Pan-Americana de Hóquei (PAHF), reunindo as principais seleções deste esporte nas Américas. Os Estados Unidos sediaram-na, com as partidas sendo realizadas na cidade de Lancaster.
A equipe da Argentina conquistou seu quinto título da Copa Pan-Americana (sendo a única campeã desta competição), assegurando uma vaga na Copa do Mundo de 2018.

## Regulamento e participantes
A competição teve duas fases distintas.
Na primeira delas, as equipes foram divididas em dois grupos, disputados com partidas dentro dos mesmos. Qualificaram-se às semifinais as duas melhores seleções de cada chave, enquanto as demais equipes foram para o crossover, visando a disputa do sexto ao oitavo lugar.
Em sua última fase, ocorreram as disputas do sexto ao terceiro lugar, culminando com a decisão do título. A equipe campeã garantiu a vaga direta para a Copa do Mundo de 2018, na Inglaterra, além de permanecer na Copa Pan-Americana para 2021, junto das equipes que terminaram do segundo ao sexto lugar. A seleção que ficou na última posição disputará o Challenge Cup Pan-Americano em sua próxima edição.
Além dos Estados Unidos, se fizeram presentes as seleções de Argentina, Brasil, Canadá, Chile, México e Uruguai.

## Jogos
Seguem-se, abaixo, as partidas realizadas nesta competição.

### Primeira fase

#### Grupo A
1ª rodada
| 5 de Agosto |     |       |         |  |  |
| Argentina   | 2–1 | Chile | Reporte |  |  |

2ª rodada
| 7 de Agosto |     |           |         |  |  |
| Uruguai     | 0–6 | Argentina | Reporte |  |  |

3ª rodada
| 9 de Agosto |     |         |         |  |  |
| Chile       | 2–0 | Uruguai | Reporte |  |  |

#### Classificação final - Grupo A
| Equipe    | Pts | J | V | E | D | GF | GC | Saldo |
| --------- | --- | - | - | - | - | -- | -- | ----- |
| Argentina | 6   | 2 | 2 | 0 | 0 | 8  | 1  | +7    |
| Chile     | 3   | 2 | 1 | 0 | 1 | 3  | 2  | +1    |
| Uruguai   | 0   | 2 | 0 | 0 | 2 | 0  | 8  | -8    |

- Convenções: Pts = pontos, J = jogos, V = vitórias, E = empates, D = derrotas, GF = gols feitos, GC = gols contra, Saldo = diferença de gols.
- Critérios de pontuação: vitória = 3, empate = 1, derrota = 0.
- Argentina e Chile qualificaram-se às semi-finais.

#### Grupo B
1ª rodada
| 5 de Agosto |     |        |         |  |  |
| Canadá      | 9–0 | Brasil | Reporte |  |  |

| 5 de Agosto    |     |        |         |  |  |
| Estados Unidos | 6–0 | México | Reporte |  |  |

2ª rodada
| 7 de Agosto |     |        |         |  |  |
| México      | 1–0 | Brasil | Reporte |  |  |

| 7 de Agosto |     |                |         |  |  |
| Canadá      | 1–1 | Estados Unidos | Reporte |  |  |

3ª rodada
| 9 de Agosto |     |        |         |  |  |
| México      | 0–4 | Canadá | Reporte |  |  |

| 9 de Agosto    |     |        |         |  |  |
| Estados Unidos | 9–0 | Brasil | Reporte |  |  |

#### Classificação final - Grupo B
| Equipe         | Pts | J | V | E | D | GF | GC | Saldo |
| -------------- | --- | - | - | - | - | -- | -- | ----- |
| Estados Unidos | 7   | 3 | 2 | 1 | 0 | 16 | 1  | +15   |
| Canadá         | 7   | 3 | 2 | 1 | 0 | 14 | 1  | +13   |
| México         | 3   | 3 | 1 | 0 | 2 | 1  | 10 | -9    |
| Brasil         | 0   | 3 | 0 | 0 | 3 | 0  | 19 | -19   |

- Convenções: Pts = pontos, J = jogos, V = vitórias, E = empates, D = derrotas, GF = gols feitos, GC = gols contra, Saldo = diferença de gols.
- Critérios de pontuação: vitória = 3, empate = 1, derrota = 0.
- Estados Unidos e Canadá qualificaram-se às semi-finais.

### Fase final

#### Repescagem para a disputa do 5º lugar
| 11 de Agosto |         |     |        |         |  |  |
| J1           | Uruguai | 8-0 | Brasil | Reporte |  |  |

#### Semi-finais
| 11 de Agosto |           |     |        |         |  |  |
| S1           | Argentina | 4-1 | Canadá | Reporte |  |  |

| 11 de Agosto |                |     |       |         |  |  |
| S2           | Estados Unidos | 3-4 | Chile | Reporte |  |  |

#### Decisões
| 13 de Agosto |        |     |         |         |  |  |
| 5/6          | México | 0-1 | Uruguai | Reporte |  |  |

| 13 de Agosto |        |     |                |         |  |  |
| 3/4          | Canadá | 1-2 | Estados Unidos | Reporte |  |  |

| 13 de Agosto |           |     |       |         |  |  |
| 1/2          | Argentina | 4-1 | Chile | Reporte |  |  |

### Classificação final
| Posição | Equipe         |
| ------- | -------------- |
| 1       | Argentina      |
| 2       | Chile          |
| 3       | Estados Unidos |
| 4       | Canadá         |
| 5       | Uruguai        |
| 6       | México         |
| 7       | Brasil         |

Convenções finais:
- A Argentina qualificou-se para a Copa do Mundo de 2018, na cidade de Londres (Inglaterra).
- As seleções posicionadas do 1º ao 6º lugar asseguraram suas vagas na seguinte edição da Copa Pan-Americana.
- A equipe em 7º lugar disputará a próxima edição do Challenge Cup Pan-Americano.

## Campeã
| Copa Pan-Americana de 2017 Hóquei sobre a grama feminino |
| -------------------------------------------------------- |
| Argentina Campeã (5º título)                             |